# Юхново (Палкінський район)
Юхново (рос. Юхново) — присілок в Палкінському районі Псковської області Російської Федерації.
Населення становить 3 особи. Входить до складу муніципального утворення Качановська волость.

## Історія
Від 2015 року входить до складу муніципального утворення Качановська волость.

## Населення
| 2001 | 2002 | 2010 | 2013 | 2016 |
| ---- | ---- | ---- | ---- | ---- |
| 0    | ↗3   | →3   | →3   | →3   |